# Paul Nehls

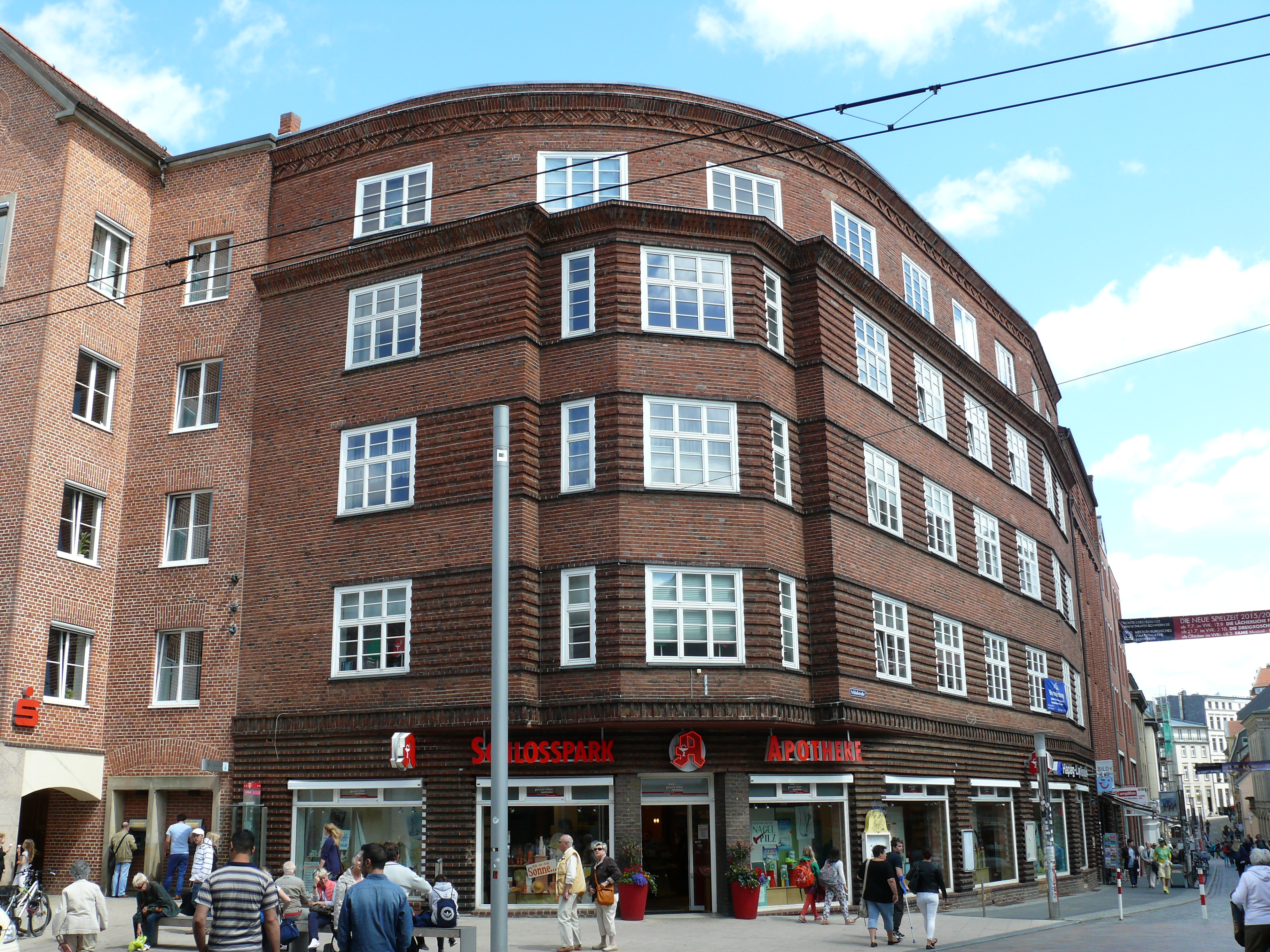
Wohn- und Geschäftshaus Schloßstraße 39

Paul Nehls (* 1882 in Mannhagen; † 1960 in Schwerin) war ein deutscher Architekt in Mecklenburg-Vorpommern.

## Biografie

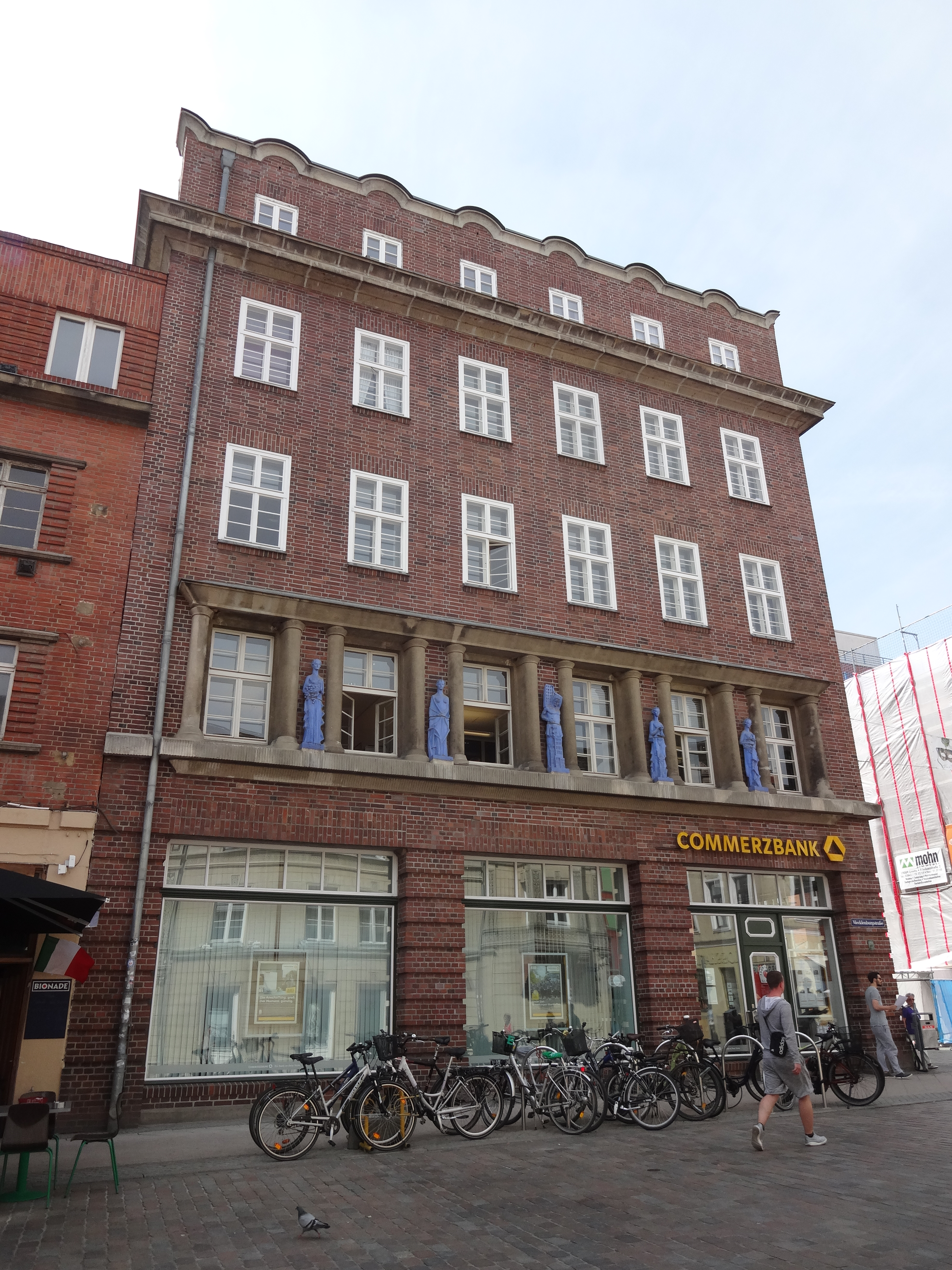
Geschäftshaus Schloßstraße 32/34

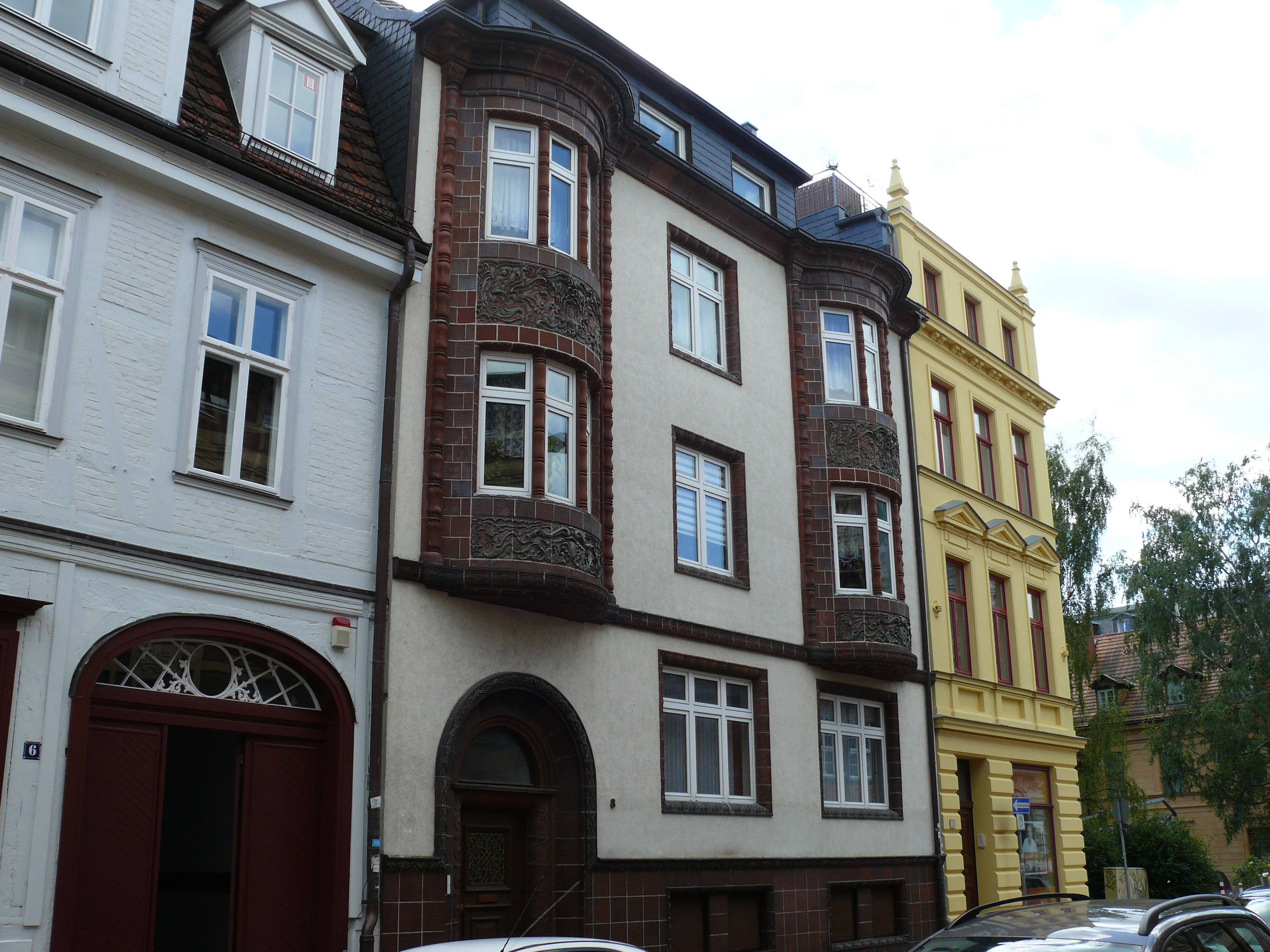
Gebäude Puschkinstraße 8

Nehls absolvierte bis 1903 die Baugewerkeschule in Lübeck, eine der Vorgängereinrichtungen der Technischen Hochschule Lübeck. Als Bautechniker und Bauführer war er bis 1910 in unterschiedlichen Stellen tätig. Mit dieser Erfahrung wirkte er von 1910 bis 1922 als Baukontrolleur sowie als 1. Stadtbauführer in der Schweriner Bauverwaltung. Von 1916 bis 1918 diente er beim Militär. 
Nehls trat danach als freischaffender Architekt auf. Seine Bauherren aus Schwerin waren oft auch die ausführenden Bauunternehmer der von ihm geplanten Bauwerke. Herausragende Bauten sind das Geschäftshaus Schloßstraße 32/34 von 1928, das Geschäftshaus Schloßstraße 39 von 1931 und sein Wohn- und Atelierhaus in der Puschkinstraße 8 von 1934, wo er bis zu seinem Tod auch wohnte. Diese Bauten stehen unter Schweriner Denkmalschutz. Beim Gebäude Schloßstraße 9/11 plante er 1951 das Bühnenhaus für den Rittersaal.
Nehls war für die kurze Stilepoche der Neuen Sachlichkeit neben Hans Stoffers und Erich Bentrup der prägende Architekt in Schwerin gewesen. Er verwendete dabei einen traditionell norddeutschen Backstein, oft in Bänderungen in plastischen Ziegellagen.

## Werke
- 1928: Parkresidenz, Schwerin, Lankower Straße 15
- 1928: Geschäftshaus Schloßstraße 32/34
- 1931: Geschäftshaus Schloßstraße 39
- 1934: Wohnhaus Puschkinstraße 8
- 1951: Bühnenhaus im Gebäude Schloßstraße 9/11